# 星団
星団（せいだん、star cluster）は、同じガスから誕生した、互いの重力相互作用によって結びついた恒星の集団。その特徴から散開星団 (英: open cluster) と球状星団 (英: globular cluster) に分類される。

## 星団の種類

### 散開星団

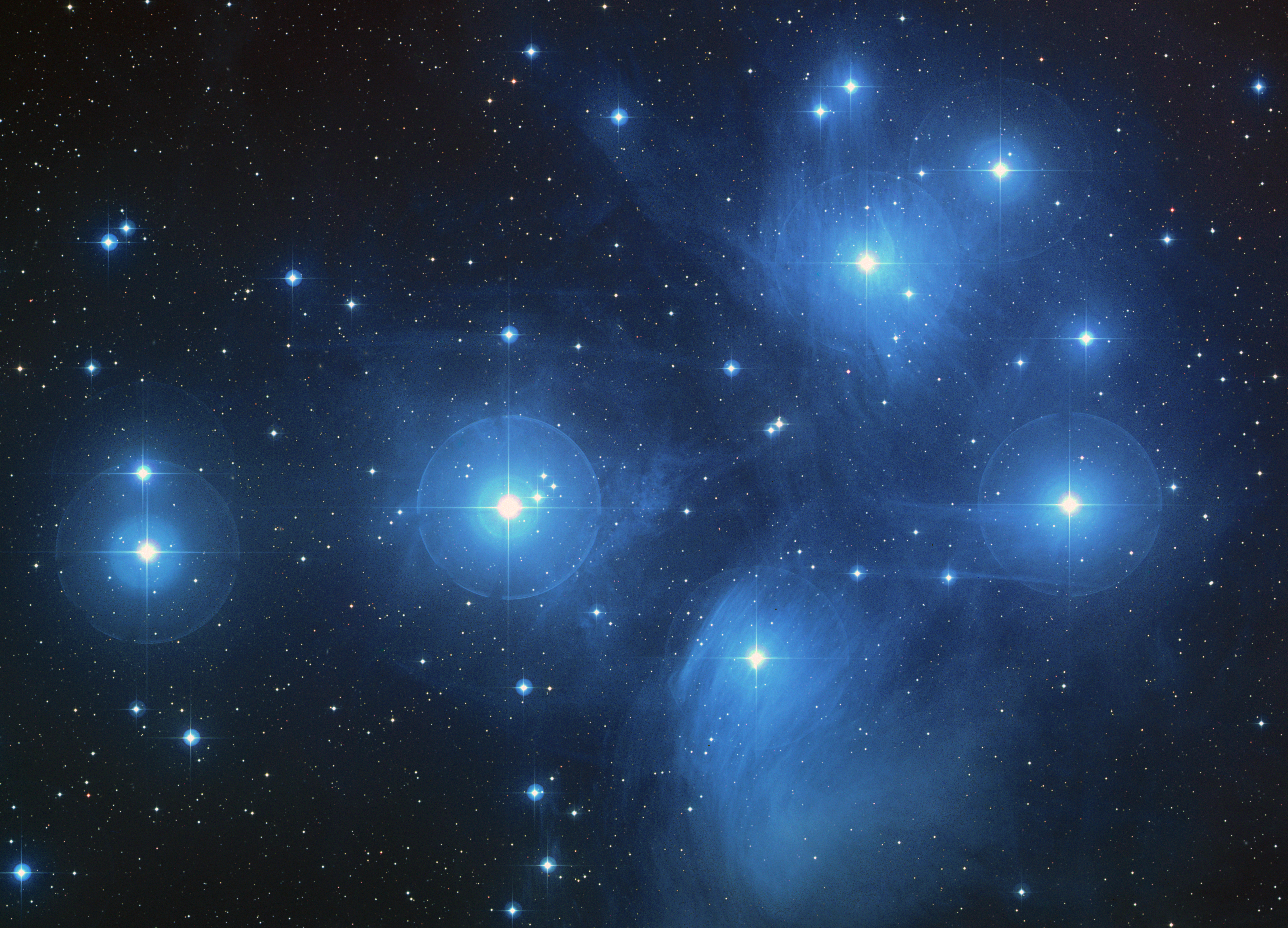
プレヤデス星団 (M45)

数十から数百の恒星が最大で50光年ほどの範囲に集まっている星団。銀河円盤の渦状腕に存在することから galactic cluster とも呼ばれ、地球からは天の川の近くに多く見られる。同じ星間分子雲から誕生して数百万年から数千万年しか経っていない「種族I」の恒星で構成されている。よく知られている散開星団として、プレヤデス星団やヒアデス星団が挙げられる。
散開星団の分類には、「星団中心部の集中度」「星団に属する星々の明暗の幅」「星団に属する星の数」の3つの要素で分類する「トランプラー分類 (英: Trumpler classification)」が用いられる。
ヒアデス星団やおおぐま座運動星団のように、収束点 (英: convergent point) と呼ばれる天球上のある一点に向って動いているように見える恒星からなる散開星団は「運動星団 (英: moving cluster, moving group)」と呼ばれる。おおぐま座運動星団は、おおぐま座α星とη星を除く北斗七星の5つなどが属する、地球に最も近い星団である。
| 名称        | 別名                                  | 星座       | 視直径 | 距離       | 年齢        | 恒星の数 | 画像 |
| ----------- | ------------------------------------- | ---------- | ------ | ---------- | ----------- | -------- | ---- |
| M45         | プレヤデス星団 Pleiades               | おうし座   | 2°     | 約430 光年 | 1億3500万歳 | 50       |      |
| M44         | プレセペ星団 Praesepe Beehive         | かに座     | 70′    | 約610 光年 | 7億2900万歳 | 70       |      |
| Melotte 25  | ヒアデス星団 Hyades                   | おうし座   | 5.5°   | 約150 光年 | 7億8700万歳 | 55       |      |
| M7          | トレミー星団 Ptolemy's Cluster        | さそり座   | 80′    | 約300 光年 | 2億9900万歳 | 120      |      |
| Melotte 111 | かみのけ座星団 Coma Berenices Cluster | かみのけ座 | 2°     | 約310 光年 | 4億4900万歳 | 863      |      |

### 球状星団

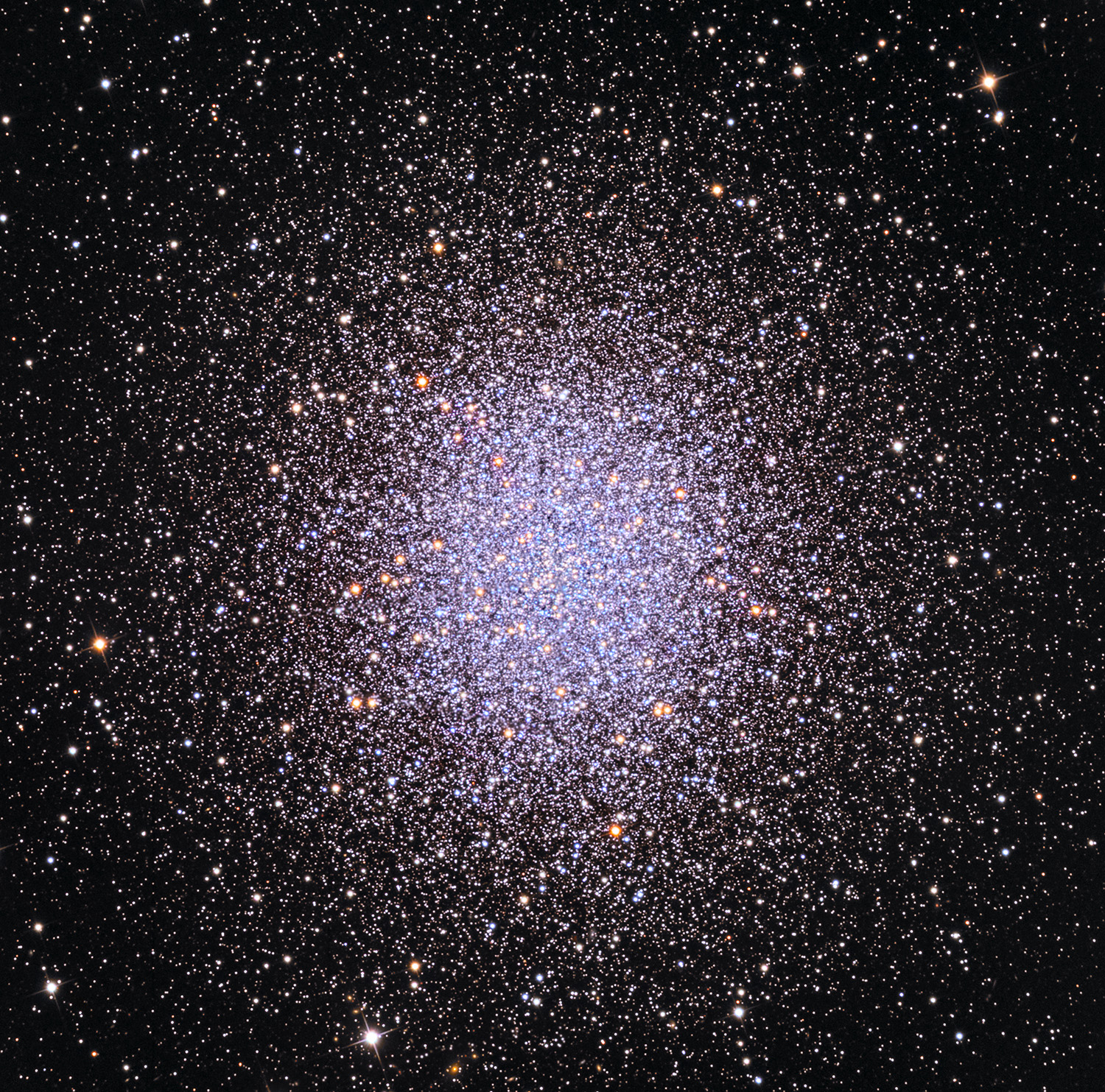
ヘルクレス座球状星団 (M13)

数万から数百万の恒星が直径100-300光年のほぼ球状の領域に密集している星団。銀河ハローに分布しており、銀河形成の初期段階、あるいは銀河同士の衝突合体に伴って生成されたと考えられている。主に「種族II」に分類される金属量の少ない年老いた星で構成されており、誕生から100億年以上経過した星も多い。天の川銀河内にある球状星団までの距離決定と年齢の推定には、球状星団によく見られることから「星団型変光星 (cluster variables)」とも呼ばれていたこと座RR型変光星の周期-光度関係が用いられる。
球状星団の分類には、星団中心部への恒星の集中度によって12段階に分類する「シャプレー・ソーヤー集中度分類 (英: Shapley-Sawyer Concentration Class)」が用いられる。
主な球状星団
- M13（ヘルクレス座）
- オメガ星団（NGC 5139、ケンタウルス座）
- きょしちょう座47（NGC 104、きょしちょう座）
- M2（みずがめ座）
- M3（りょうけん座）
- M4（さそり座）
- M5（へび座）
- M72（みずがめ座）

## 研究対象としての星団

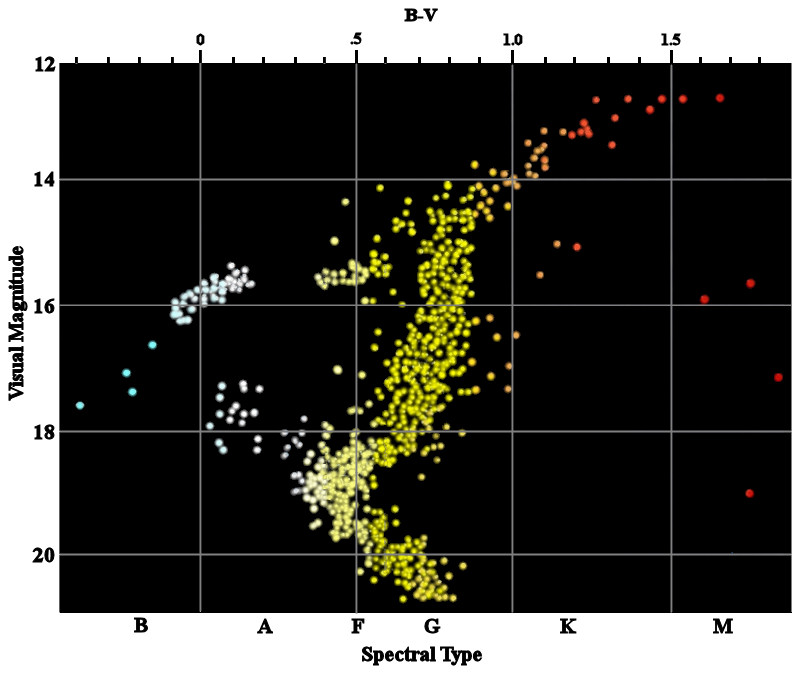
球状星団M3の色-等級図。

散開星団や球状星団は、恒星進化の理論を検証するために重用されており、「星の進化の実験室」と呼ばれることもある。これは、
1. 同じ星団に属する星は、どれもほぼ同じ時期に誕生したと見なせる。
2. 同じ星団に属する星は、地球からの距離がどれもほぼ同じと見なせる。
3. 同じ星団に属する星は、同じ分子雲から誕生したため、誕生時の金属量もほぼ同一と見なせる。

といった、星団に属する星に共通して見られる特徴による。すなわち、星団では様々な質量を持つ星が同じ分子雲からほぼ同時期に生まれたと見なせるため、現在の光度やスペクトルを観測することで、異なる質量を持つ恒星がそれぞれどのように進化するのかという恒星進化の理論を検証するのに都合が良い。また、同じ星団の星はどれも地球からほぼ同じ距離にあると見なせるため、HR図の縦軸の絶対等級を見かけの等級に、横軸の有効温度を色指数に置き換えた「色-等級図 (color magnitude diagram)」を用いて、星団までの距離や年齢を推定することができる。